# 黑珠鸡属
黑珠鸡属（学名：Agelastes）是珠鸡科下的一个属。

## 下属物种
本属包括以下物种：
- 白腹珍珠雞 Agelastes meleagrides Bonaparte, 1850
- 黑珠鸡 Agelastes niger (Cassin, 1857)